# Казу

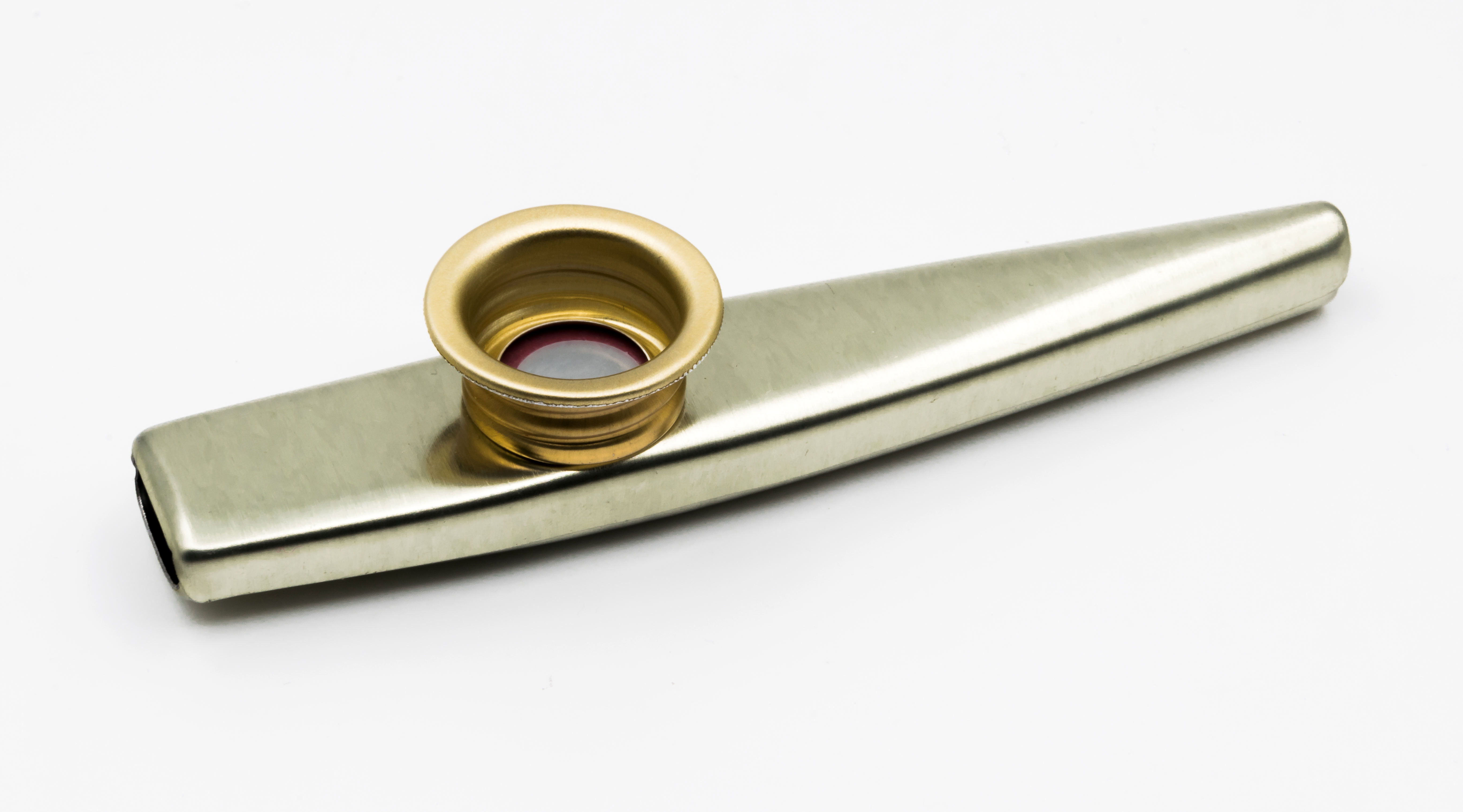
Казу

Казу́ (англ. Kazoo) — американський народний музичний інструмент, який застосовують у музиці стилю скіфл.

## Структура
Казу являє собою невеликий металевий або пластмасовий циліндр, що звужується на кінці. У середині циліндра зверху вставлена металева пробка з мембраною з цигаркового паперу. Виконувати музику на казу дуже легко — у нього треба просто співати, а паперова мембрана змінює голос до невпізнання.